# بادي كيلن
بادي كيلن (بالإنجليزية: Buddy Killen)‏ هو كاتب أغاني ومنتج أسطوانات أمريكي، ولد في 13 نوفمبر 1932، وتوفي في 1 نوفمبر 2006 بسبب سرطان البنكرياس.

## وصلات خارجية
- بادي كيلن على موقع IMDb (الإنجليزية)
- بادي كيلن على موقع ميوزك برينز (الإنجليزية)
- بادي كيلن على موقع ديسكوغز (الإنجليزية)